# Take Me Away
Take Me Away es la canción que homónima al disco Take Me Away del cantante estadounidense Michael Jackson. Esta es una canción distinta, pues se creó pinchando y uniendo palabras de canciones del cantante. Saldrá a la venta el 2 de enero de 2017 por el sello discográfico Epic. El tema se filtró en YouTube en 2015, al punto de que su difusión fuera mundial.
- Datos: Q4050668